# Tokio Hotel: Schrei Live
Tokio Hotel: Schrei Live – koncertowy DVD album popowej grupy muzycznej Tokio Hotel, wydany został 7 kwietnia 2006 Roku. Jest to zapis koncertu z Oberhausen który odbył się 11 marca 2006 roku.

## Lista utworów
Koncert
1. "Jung und nicht mehr jugendfrei(live)"
2. "Beichte (live)"
3. "Ich bin nicht ich (live)"
4. "Schrei (live)"
5. "Leb' die Sekunde (live)"
6. "Schwarz (live)"
7. "Laß uns hier raus (live)"
8. "Gegen meinen Willen(live)"
9. "Durch den Monsun (live)"
10. "Thema Nr. 1 (live)"
11. "Wenn nichts mehr geht (live)"
12. "Rette mich (live)"
13. "Freunde bleiben (live)"
14. "Der letzte Tag (live)"
15. "Frei im freien Fall (live)"
16. "Unendlichkeit (live)"
17. "Durch den Monsun (live)"

Dodatki
- "One Night In Tokio"
- "Billdergallerie"